# Михаць Микола Григорович
Микола Григорович Михаць (нар. 10 грудня 1960, Дрогобич, УРСР) — український диригент, заслужений діяч мистецтв України, головний диригент Львівського академічного обласного музично-драматичного театру ім. Ю.Дрогобича.

## Життєпис
Народився у Дрогобичі. Навчався у Дрогобицькому музичному училищі в класі контрабаса, в 1980 році поступив до Львівської консерваторії, суміщаючи навчання з роботою в Львівській опері. По закінченні оркестрового факультету, продовжив навчання в консерваторії як диригент в класі Івана Семеновича Юзюка.
В 1986–1999 та з 2012 року працює в Дрогобицькому музично-драматичному театрі на посаді завідувача музичною частиною-диригента. За цей час здійснив понад 50 постановок вистав, бенефісів, зокрема вечір старовинної театральної музики Бортнянського.
З 1999 працював на посаді завідувача міського відділу культури. З 2002 викладає на музично-педагогічному факультеті Дрогобицького педагогічного університету.

## Публікації
- Богдан-Юліан П'юрко: виконавський аспект діяльності / М. Г. Михаць, Р. М. Михаць // Науковий вісник НМАУ ім. П.Чайковського: Музичне виконавство і педагогіка: історія, теорія, інтерпретаційні аспекти композиторської творчості / Автори проекту, ред.- упор.: М.А. Давидов, В.Г. Сумароково. – К.: НМАУ, 2011. – Вип. 96. – С. 81 – 90.
- Василь Безкоровайний. Життєвий і творчий шлях / М. Г. Михаць // Науковий часопис Національного педагогічного університету імені М.П. Драгоманова. Серія 14. Теорія і методика мистецької освіти: Збірник наукових праць / Матеріали ІУ Міжнародної науково-практичної конференції „Гуманістичні орієнтири мистецької освіти”. – Вип.  11(16). – К.:НПУ, 2011. – С.301-304.
- Диригентсько-хорова діяльність Богдана П`юрка (Дрогобицький період 1932 – 1944) / М. Г. Михаць, З.  Модрицький // Молодь і ринок. – 2011. – С.60-64.
- Музично-сценічна творчість Михайла Вербицького (до 200-от літнього ювілею композитора) / М. Г. Михаць, Р. М. Михаць // Молодь і ринок. – Дрогобич, 2014. – № 10 (117). – С. 107-111.
- Музично-сценічна творчість Михайла Вербицького (до 200- літнього ювілею композитора) / М. Михаць, Р. Михаць  // Молодь і ринок. – Дрогобич,  2014. –  № 11 (118). – С.132 – 137.
- Северин Сапрун та Богдан П'юрко – фундатори професійного хорового співу Галичини  / М. Михаць // IV-а Всеукраїнська „Музична освіта України: проблеми теорії, методики, практики” та IV-а міжнародна „Народно-інструментальне мистецтво на зламі XX – XXI століть” науково-практичні конференції (ДДПУ ім. І. Франка, 30.04. – 2.05.2011, м. Дрогобич): Збірник матеріалів та тез / Редактори-упорядники А.Душний, Б.Пиц. – Дрогобич: По́світ, 2011. – С. 183 – 184.
- Передумови створення та сценічне життя першої української опери «Запорожець за Дунаєм» Семена Гулака-Артемовського / М. Михаць, Р. Михаць  // // Хорове мистецтво України та його подвижники: матеріали III міжнародної науково-практичної конференції / ред..-упор. П.Гушоватий, З.Гнатів. – Дрогобич: Видавничий відділ ДДПУ ім. І.Франка, 2013. – С. 130-139.
- Мої спомини про митця / М. Г. Михаць // Роман Совʼяк митець і людина / Ред.-упор.: Л.Філоненко, О.Німилович. – Дрогобич: Посвіт, 2014. – С. 159-161.
- Театральна музика о. Михайла Вербицького (до 200-от літнього ювілею композитора) / М. Михаць, Р. Михаць  // Хорове мистецтво України та його подвижники : матеріали четвертої міжнародної науково-практичної конференції / Ред.-упор. П. Гушоватий, З. Гнатів. – Дрогобич: Видавничий відділ Дрогобицького державного педагогічного університету імені Івана Франка, – 2014. – с. 50 – 60.